# Tour de berger

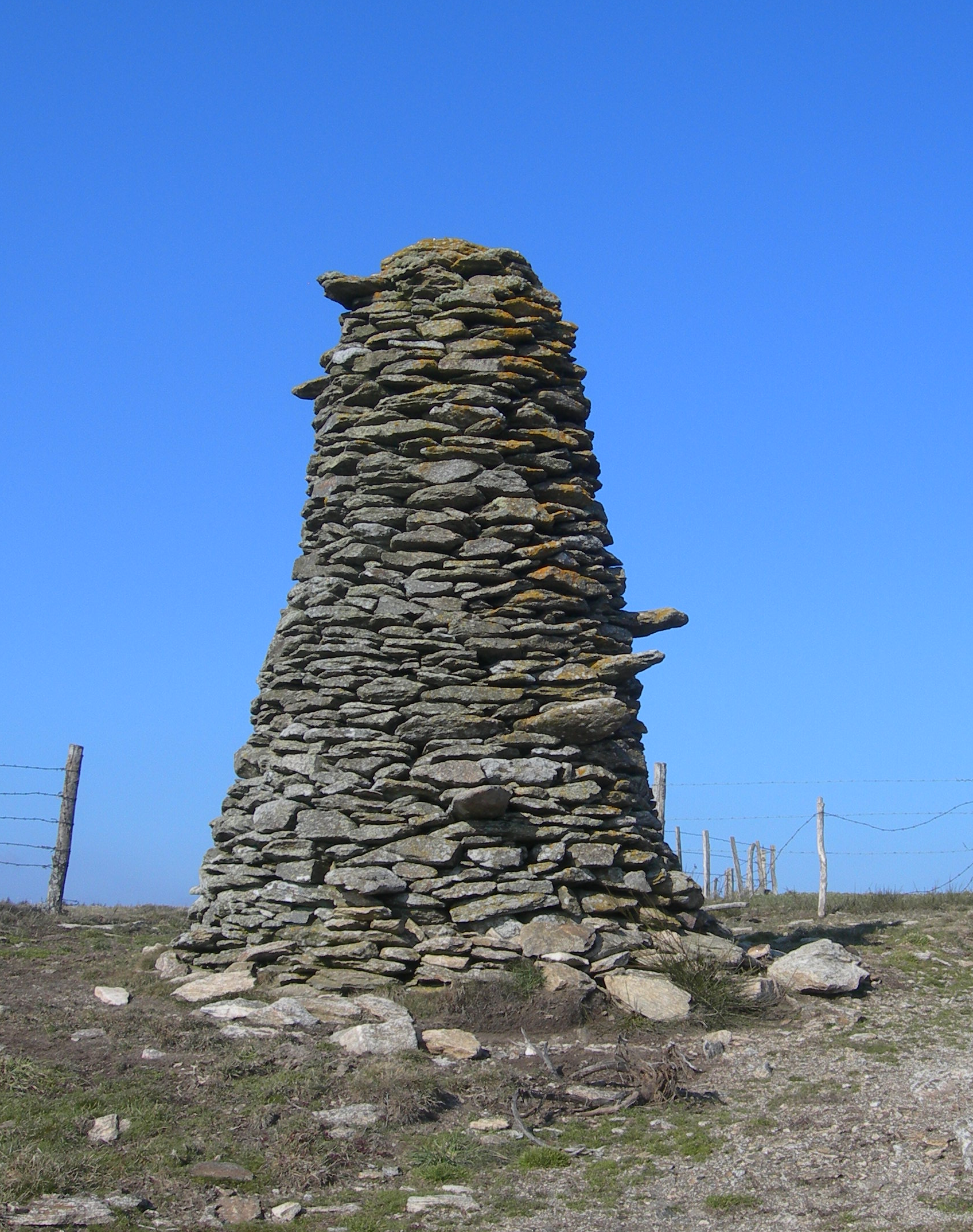
Tour de berger à escalier de pierres saillantes sur le Lévézou.

Une tour de berger, ou quille de berger, est un édicule construit en pierres sèches, de plan généralement rond, parfois carré, plein et éventuellement doté, sur le tour, de pierres saillantes servant de marches pour grimper à la cime. On en signale dans l'Aveyron, la Lozère, l'Ardèche, le Gard, l'Hérault et l'Aude.

## Fonctions
La tour de berger « était un point de repère, marquant les limites de propriété ou d'usage (par exemple entre zones de pâturage et de coupe de bois) et servait aussi à surveiller les alentours. ».

## Lévézou (Aveyron)
De la vingtaine de quilles situées sur le plateau du Lévézou, la plupart sont édifiées au sommet d'un puech ou au bord du plateau, avec de très beaux points de vue sur les Raspes, la vallée ou les gorges du Tarn. Des toponymes comme « Puech de la Quille », sur la commune du Vibal, dans l'Aveyron, pourraient venir du nom d'une de ces constructions aujourd'hui disparues.
Les pierres de ces petites tours était récupérées sur place, dans les prés parsemés de roches, caractéristiques des causses, où il y avait une forte activité pastorale. Elles servaient de point de surveillance des troupeaux et peut-être de passe-temps aux bergers. Avec la mécanisation de l'agriculture dans les années 1960, certaines quilles ont été détruites pour faciliter la fauche et le labour. Une reconstitution de tour de berger a été réalisée sur l'aire de service de l'autoroute A75 à Sévérac d'Aveyron.

## Causses de Blandas et de Campestre (Gard)
Appelées tournélo (occitan normalisé tornèla, « tourelle ») sur le causse de Blandas et le causse de Campestre, ces tours de berger en pierre sèche sont de petits cylindres pleins dont la hauteur moyenne est de 1,50 m pour un diamètre de 1,30 m. On les rencontre aussi bien sur des buttes isolées que sur des landes à peu près planes. Elles sont ruinées pour la plupart. Les plus récentes remontent à 1930-1935. Des bergers, interrogés par l'ethnologue Adrienne Durand-Tullou, lui ont déclaré que leur construction était pour eux à la fois un passe-temps et une façon de montrer leur dextérité : l'extérieur devait être aussi lisse que possible et le diamètre invariable sur toute la hauteur.
Ces tourelles ne doivent pas être confondues avec les anciennes tours à signaux télégraphiques, constructions de pierre en forme de tronc de cône érigées sur des collines et atteignant environ 3,50 m de haut. Adrienne Durand-Tullou cite en particulier la station de télégraphe à bras qui se trouvait au sommet de la Tude à Montdardier : détruite par des enfants vers 1940, elle s'ornait d'une spirale de blocs dépassant de la masse pour l'accès au sommet. En 1980, il subsistait encore trois tours à signaux : deux sur la commune de Rogues et une troisième sur la commune de Saint-Maurice-Navacelles.

## Causse de l'Hortus (Hérault)
Selon Claude Requirand et Denis Dainat, les tours de berger du causse de l'Hortus sont de petites constructions pastorales en maçonnerie sèche. De plan rond ou carré et de dimensions variées, ces tours pleines excèdent rarement les trois mètres de haut. Pourvues d'un escalier volant de pierres passantes, ces tours permettaient aux bergers d'avoir un champ de vision périphérique de leurs lieux de pacage, nécessaire à une surveillance efficace des troupeaux.

## Plateau du Laoul (Ardèche)
Les tours de guet en pierre sèche recensées sur le plateau du Laoul entre Bourg-Saint-Andéol et Saint-Remèze sont réparties dans des secteurs correspondant à d'anciens « pâtis » communaux, aujourd'hui envahis par la végétation. Elles se trouvent sur les points les plus hauts d'où la vue s'étend très loin. Peu élevées (jamais plus de quatre mètres), elles présentent différents types :
- en forme de murs élancés servant également de coupe-vent,
- tronconiques avec escalier extérieur,
- parallélépipédiques avec escalier rentrant et sommet aménagé en affût de chasse.
On note deux cas d'installation sur d'anciens dolmens.

## Présence sur des monuments mégalithiques

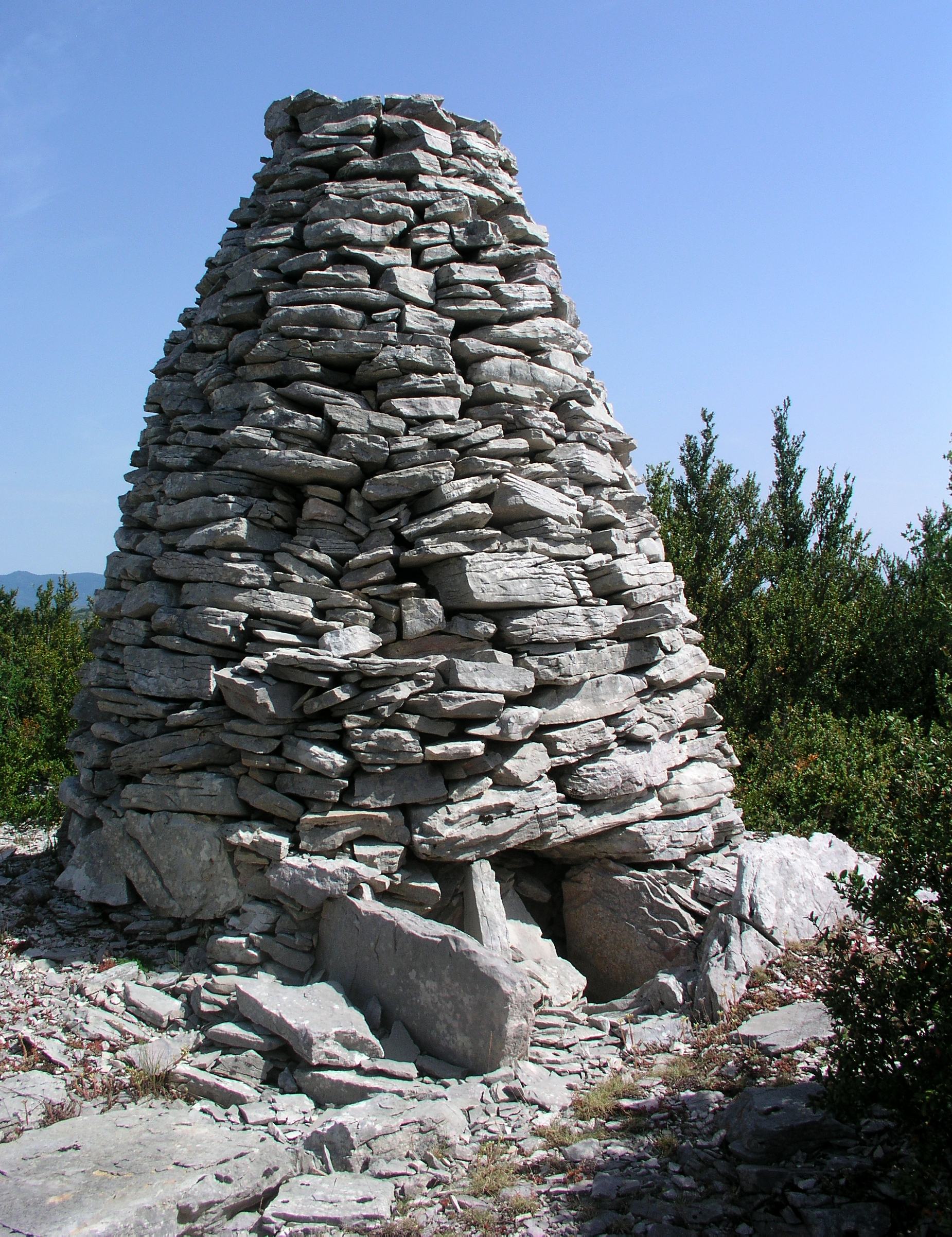
Quille de berger, sans escalier de pierres saillantes, élevée sur le dolmen de Jasse Nove (A), Saint-Maurice-Navacelles, Hérault.

La présence de quilles de berger sur des tumulus préhistoriques ou à proximité a été notée par plusieurs archéologues méridionaux.
Fouillant, en 1945, sur le causse Méjean (Lozère), un tumulus situé sur le flanc nord du mont Gargo (Vebron), Camille Hugues et Michel Lorblanchet signalent qu'une « quille de berger en pierre sèche » couronne le sommet de la calotte d'un tumulus de 16 m de diamètre et de 1,20 m de hauteur.
De même, Jean Arnal et Louis Balsan, décrivant le tumulus de Mialet dans le Gard, font état d'un galgal fait de pierres sèches mesurant 29,50 m x 16,60 m et arborant en son centre « une tour de berger récente » et un dolmen à couloir de type languedocien ou méditerranéen. 
Une « tour de berger » se dresse juste à côté du tumulus de pierres (diamètre 25 m) du dolmen du Capucin sur le causse de l'Hortus  (Hérault).
La ressemblance de certaines « tours de guet ou de berger » à des cabanes circulaires, leur a valu autrefois d'être assimilées à des structures contemporaines des monuments mégalithiques qui les portaient, selon le géographe Claude Bouet, qui signale leur présence dans l'Uzège et la garrigue nîmoise (Gard), le plateau du versant septentrional de l'Hortus (Hérault) et les basses Corbières (Aude). Ces tours de guet sont rondes et dotées d'un escalier d'accès au sommet, aménagé soit à l'intérieur de la bâtisse, soit à l'extérieur, sous la forme d'un colimaçon de dalles saillantes, le faîte étant une banquette circulaire permettant une vision du paysage à 360 degrés. Nombre de tours ont été transformées en affûts par des chasseurs.